# Gare de Palézieux-Village
La gare de Palézieux-Village est une gare ferroviaire située sur le territoire de la commune suisse d'Oron dans le canton de Vaud.

## Situation ferroviaire
Établie à 633 mètres d'altitude, la gare de Palézieux-Village est située au point kilométrique 23,4 de la ligne Palézieux – Lyss entre les gares de Palézieux et de Châtillens (en direction de Payerne et de Chiètres).
La gare est dotée d'une voie et d'un quai.

## Histoire
La gare de Palézieux-Village a été inaugurée en 1876 avec la mise en service du tronçon Palézieux - Morat de la ligne Palézieux – Lyss, aussi connue sous le nom de ligne de la Broye longitudinale,.

## Service des voyageurs

### Accueil
Gare des CFF, elle est dotée d'un bâtiment voyageurs prolongé par une marquise protégeant une partie du quai sous laquelle se situe un distributeur automatique de titres de transport.
La gare n'est pas accessible aux personnes à mobilité réduite.

### Desserte
La gare fait partie du réseau RER Vaud, assurant des liaisons rapides à fréquence élevée dans l'ensemble du canton de Vaud. Palézieux-Village est desservie par les lignes R8 et R9 qui relient respectivement Palézieux à Payerne (prolongés plusieurs fois par jour jusqu'à Avenches) et Lausanne à Chiètres (Kerzers), assurant ainsi une cadence à la demi-heure dans chaque sens.
- R8 : Palézieux - Palézieux-Village - Châtillens - Lucens - Payerne (- Avenches).
- R9 : Lausanne - Puidoux - Palézieux - Palézieux-Village - Châtillens - Lucens - Payerne - Avenches - Morat - Chiètres

### Intermodalité
La gare de Palézieux-Village n'est en correspondance directe avec aucune ligne de transports en commun. Les lignes de bus de CarPostal et des Transports publics fribourgeois desservent l'arrêt de Palézieux-Village, centre situé au cœur du village.